# Пунгали
Пунгали — река в России, протекающая по Среднеканскому району Магаданской области, левый приток Коркодона. Длина реки — 208 км, площадь водосборного бассейна — 2080 км².
Река берёт начало на склонах Коркодонского хребта, на высоте около 700 м над уровнем моря. От истока течёт на юг; описав небольшую дугу, устремляется в северо-западном направлении вплоть до устья. В среднем течении русло расширяется до 20-25 м. Поселения на берегах отсутствуют. Левобережная пойма в низовьях сильно заболочена, река сильно меандрирует. Впадает в Коркодон двумя рукавами по левому берегу на отметке менее 124 м над уровнем моря в 91 км от его устья, выше впадения Булуна. Ширина в низовьях — 20-35 м при глубине 1-1,2 м; скорость течения перед устьем составляет 1 м/с. 

## Основные притоки
Указаны поименованные притоки длиной 30 км и более.
| Название | Расстояние от устья | Длина | Положение |
| -------- | ------------------- | ----- | --------- |
| Регина   | 12                  | 49    | левый     |
| Проза    | 68                  | 30    | левый     |

## Данные водного реестра
По данным государственного водного реестра России и геоинформационной системы водохозяйственного районирования территории РФ, подготовленной Федеральным агентством водных ресурсов:
- Бассейновый округ — Анадыро-Колымский
- Речной бассейн — Колыма
- Речной подбассейн — Колыма до впадения Омолона
- Водохозяйственный участок — Колыма от впадения реки Сеймчан до водомерного поста ГМС Коркодон
- Код водного объекта — 19010100312119000029299